# Psylliodes crambicola
Psylliodes crambicola là một loài bọ cánh cứng trong họ Chrysomelidae. Loài này được Lohse miêu tả khoa học năm 1953.